# Wedge Tomb von Beardiville

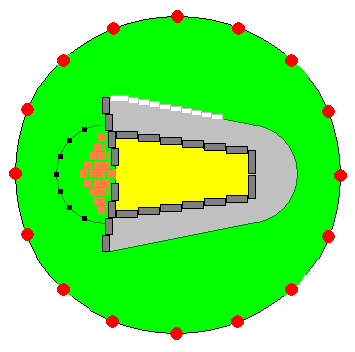
Idealtypisches Wedge Tomb Island (Co. Cork)

Das Wedge Tomb von Beardiville (auch Gigmagog’s Grave genannt) liegt an einem leichten Hügel in der Ecke eines Feldes östlich der Straße B 62 im Coleraine (Borough) südöstlich von Portrush, südwestlich von Bushmills im County Antrim in Nordirland.
Das Nordost-Südwest-orientierte Wedge Tomb (deutsch „Keilgrab“), früher auch wedge-shaped gallery grave genannt, wird von einem ovalen Cairn umgeben, der etwa 10,0 m lang ist. Er ist mindestens 3,0 m breit, aber der angrenzende Hügel kann ursprünglich dazu gehört haben und somit kann sich eine Breite von über 7,0 m ergeben. Die etwa 4,4 m lange Galerie ist gut erhalten, aber eine Feldmauer über der Rückseite erschwert die genaue Einschätzung. Das von Gras bedeckte Hügelmaterial reicht bis zur Oberkante der Galerie, die innen 1,3 m breit ist und sich zum Eingang hin auf 1,45 m erweitert. Erhalten sind zwei Decksteine, einer misst 1,68 × 0,59 m der andere 2,25 × 1,34 m. Ein paar lose große Steine vor der Galerie stammen vermutlich von einem Hof. Reste der Außenwand sind auf beiden Seiten der Galerie erhalten.
Beardiville ist ein Scheduled Monument.